# Grand Prix de la Somme
Der Grand Prix de la Somme (bis 2007 Tour de la Somme) ist ein Straßenradrennen in Frankreich.
Das Rennen findet im französischen Département Somme statt.
Erstmals wurde der Wettbewerb 1986 ausgetragen und war bis 1998 ein Etappenrennen für Amateure des französischen Kalenders (1996–1998 UCI-Kategorie 2.6).
1999 wurde das Rennen in den internationalen Kalender aufgenommen, in der Kategorie 2.5 (vergleichbar der heutigen Kategorie 2.2). Mit Ausnahme der Austragung 2002 (Kategorie 1.5) blieb die Etappen-Version bis 2006 erhalten. Mit Einführung der UCI Europe Tour wurde das Rennen Teil dieser Rennserie und in die UCI-Kategorie 2.2 eingestuft. Seit 2007 ist der Wettbewerb ein Eintagesrennen, bis 2017 in der UCI-Kategorie 1.1, seit 2019 in der Kategorie 1.2.

## Palmarès
| Jahr | Sieger                 | Zweiter             | Dritter             |
| ---- | ---------------------- | ------------------- | ------------------- |
| 1986 | Peter Gylling          |                     |                     |
| 1987 | Olaf Lurvik            |                     |                     |
| 1988 | Gérard Aviegne         |                     |                     |
| 1989 | Jean-François Laffillé |                     |                     |
| 1990 | Pascal Chanteur        |                     |                     |
| 1991 | Hervé Boussard         |                     |                     |
| 1992 | Philippe Gaumont       |                     |                     |
| 1993 | Frédéric Pontier       |                     |                     |
| 1994 | Jérôme Delbove         |                     |                     |
| 1995 | Denis Dugouchet        |                     |                     |
| 1996 | Ján Valach             | Stéphane Delimauges | Jean-Michel Thilloy |
| 1997 | Martial Locatelli      | Grégory Barbier     | Carlo Meneghetti    |
| 1998 | Jean-Michel Thilloy    |                     |                     |
| 1999 | Bert Roesems           | Christian Poos      | Linas Balčiūnas     |
| 2000 | Michael Rich           | Noan Lelarge        | Michel Vanhaecke    |
| 2001 | Laurent Estadieu       | Staf Scheirlinckx   | Jurgen Guns         |
| 2002 | Sergey Krushevskiy     | Pierre Bourquenoud  | Ludovic Auger       |
| 2003 | Frédéric Gabriel       | Thomas Voeckler     | Christophe Rinero   |
| 2004 | Sergey Krushevskiy     | Andrey Pchelkin     | Frédéric Mille      |
| 2005 | Erki Pütsep            | David Le Lay        | Mark Scanlon        |
| 2006 | Romain Feillu          | Dmitri Kosontschuk  | Gabriel Rasch       |
| 2007 | Christophe Riblon      | Yoann Offredo       | Martin Elmiger      |
| 2008 | William Bonnet         | Janek Tombak        | Sébastien Turgot    |
| 2009 | Jauhen Hutarowitsch    | Anthony Ravard      | Nadir Haddou        |
| 2010 | Martin Elmiger         | Michael Stevenson   | Anthony Ravard      |
| 2011 | Anthony Roux           | Lloyd Mondory       | Fabian Wegmann      |
| 2012 | Evaldas Šiškevičius    | Clément Koretzky    | Mickaël Delage      |
| 2013 | Preben Van Hecke       | Jean-Luc Delpech    | Nick van der Lijke  |
| 2014 | Jauhen Hutarowitsch    | Tom Van Asbroeck    | Yannick Martinez    |
| 2015 | Quentin Jauregui       | Anthony Delaplace   | Alo Jakin           |
| 2016 | Daniel McLay           | Nacer Bouhanni      | Yannis Yssaad       |
| 2017 | Adrien Petit           | Rudy Barbier        | Lorrenzo Manzin     |
| 2019 | Lorrenzo Manzin        | Romain Feillu       | Pierre Barbier      |
| 2021 | Tom Mazzone            | Jason Tesson        | Gil D'Heygere       |
| 2022 | Rait Ärm               | Alfred George       | Aivaras Mikutis     |
| 2023 | Bastien Pichon         | Michiel Lambrecht   | Axel Huens          |
| 2024 | Corentin Devroute      | Kévin Le Cunff      | Nicolas Silliau     |